# Baabe
Baabe, Ostseebad (pol. Kąpielisko nadbałtyckie) – miejscowość i gmina w Niemczech w kraju związkowym Meklemburgia-Pomorze Przednie, w powiecie Vorpommern-Rügen, siedziba związku gmin Mönchgut-Granitz.

## Toponimia
Nazwa pochodzenia słowiańskiego, z rugijskiego *baba odnoszącego się do posągu kultowego (por. baby kamienne), co sugeruje istnienie w tym miejscu ośrodka kultu pogańskiego.